# Neandro Schilling
Juan Neandro Schilling Campos (Linares, 18 de octubre de 1875 - San Fernando, 15 de julio de 1949), fue un destacado educador chileno.

## Biografía
Estudió en el Liceo de Hombres de Linares. Ingresó a la Escuela Normal de Chillán y posteriormente al Instituto Pedagógico de la Universidad de Chile. Obtuvo el título de profesor normalista en 1894 y el 9 de abril de 1900 se tituló también como profesor de Matemáticas.
A partir de ese año se desempeñó como profesor de preparatoria en el Liceo de La Serena y posteriormente profesor de alemán y matemáticas en el Deutsche Schüle de Santiago. Desde allí se trasladó al Liceo de Hombres de San Fernando donde partió también como profesor de alemán y matemáticas pero pronto se transformó en rector del establecimiento, cargo que ejerció durante 40 años (1901-1941). El Liceo hoy lleva su nombre. En 1944 cumplió 50 años ininterrumpidos de docencia.
Ejerció también el cargo de Intendente de la provincia de Colchagua.